# Георг Куфальдт
Георг Фрідріх Куфальдт (нім. Georg Friedrich Ferdinand Kuphaldt; 6 червня 1853 — 4 квітня 1938) — німецький садівник і ландшафтний архітектор, автор проєктів численних декоративних садів і парків у Німеччині та в Російській імпрерії.

## Ранні роки
Походив з родини вчителя Ганса Генріха Куфальдта, де було четверо дітей (містечко Плен, земля Гольштейн). Закінчив середню школу, після котрої два роки навчався в школі садівництва Ойтинського придворного парку. Стажувався в Інституті помології міста Рейтлінген, в Зоологічному саду міста Кельн та Трір, був помічником королівського садівника в Потсдамі у 1876—1878 рр. Успішно здав усі іспити.
По нього дізнались в Балтії, де роками були тісні культурні зв'язки з Німеччиною. У віці 27 років він отримав запрошення на працю у місто Рига, де отримав посаду директора міського саду.

## Балтійський регіон
В місті Рига 1870 року заснували міське садово-паркове управління. Куфальдт отримав посаду директора садів та парків Риги. Він працюватиме в цьому закладі до виїзду з Російської імперії, надсилаючи свої проєкти також приватним володарям дворянських садиб. Серед реалізованих проєктів Куфальдта:
- Парк Вієстура (Петровський), Рига
- Верманський парк, Рига
- Стрілецький парк, Рига
- Парк Гризинькалнс
- Парк Еспланада
- Межапарк та ін.

До переліку садів і парків роботи Куфальдта належать також сад біля західного фасаду царського Зимового палацу у Санкт-Петербурзі та парк садиби Шарівка в провінції Україна під містом Харків.

## Парк садиби Храповицького

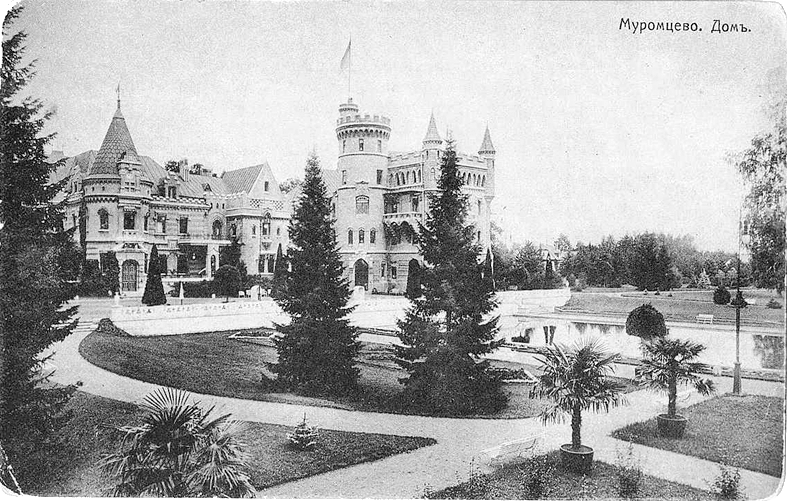
Будинок-палац В. С. Храповицького в садибі Муромцево, Володимирська область, стара поштівка початку 20 ст.

Останнім значним досягненням Куфальдта в Російській імперії стало створення парку в садибі аристократа і лісопромисловця Храповицького В. С. Володар вийшов у відставку і зажадав облаштувати власну садибу у псевдоісторичному стилі. Старий, ще дерев'яний, будинок родини розібрали. Проєкт нового дому палацового типу створив архітектор Бойцов Петро Самійлович (1849—1918), що нагадував фасадами середньовічні замки Франції. Такою була воля володаря, а Петро Бойцов якраз спеціалізувався на спорудах замкового типу при насиченні їх сучасними для його часу умовами конфорту — електрика, ванна кімната, зала з каміном, телеграф, водопостачання тощо.
Головним багатством садибного господарства був ліс і лісопромисловість. Але ліс довго росте і після лісозаготівлі потребує відновлювальних робіт. Усім комплексом цих робіт і почав опікуватись В. С. Храповицький. Як аристократ, близький до царського двору, він знав про високий авторитет Георга Куфальдта, що теж працював по замовам царського двору. Він і запросив Куфальдта до садиби Муромцево. Раціонально і грамотно організовані лісозаготівлі і продаж лісу на будматеріали надали прибуток, а гроші господар почав витрачати на будівництво небаченого у Володимиро-Суздальському краї великого замку-палацу і парку.
1891 року у садибу прибув лісовод К. Ф. Тюрмер. Німцю Тюрмеру ліси під Муромцевим нагадали ліси Пруссії і він погодився працювати тут над лісовідновленням. Старий Тюрмер працюватиме у Храповицького до власної смерті. Над створенням небаченого парку спочатку працював Карл Енке, що до Муромцева був садівником в садибі Кусково. Карл Енке створив регулярний сад французького зразка у вигляді восьмикутної зірки, вписаної у квадрат. На зразок старовинних садиб у Муромцеві вибудували оранжерею, де вирощували за новою модою магнолії, лаври, персикові дерева і навіть пальми. В садибному парку облаштували дендрарій. Свідки сповіщали, що масштаб перебудов у парку був грандіозним. На відміну від регулярних парків французьких садиб, бідних квітами, у Муромцево замовляли небачену кількість нарцисів, тюльпанів та ін. Навіть велика кам'яна споруда первісного палацу не задовольнила В. С. Храповицького. Була створена нова прибудова з чотириповерховим корпусом (що нагадував замковий донжон) з оглядовим майданчиком, де піднімали прапор на честь володарів, коли ті прибували у садибу. Кількість залів в новому палаці Храповицького досягла вісімдесяти (80).
Роботи Карл Энке продовжив Георг Куфальдт, перетворивши парк нової садиби на унікальне для Росії творіння. Вже парки міста Риги свідчили, що німець Куфальдт став найбільш значимим фахівцем садово-паркового мистецтва в Російській імперії на зламі ХІХ–ХХ століть. Родзинкою парку став протяжний, хоча і невисокий каскад, котрий був запозичений з садиб доби бароко. Каскад створили на центральній осі всього палацово-паркового ансамблю, що тільки підсилило барокові елементи комплексу. Подбали для ансамблю і про православні храми, водяні млини, невелику залізницю до міста Володимир, про гараж, де були власне автомобілі. Загальна кількість усіх садибних павільйонів і споруд досягала сімдесяти двох (72), частка котрих була створена з деревини для швидкості побудови.
Родзинкою садибних споруд можна було вважати і власний театр в парку, куди на концерти і гастролі запрошували Федіра Шаляпіна, Антоніну Нежданову, Леоніда Собінова. Коли уславлених візитерів не було, гостей і володарів садиби розважали учні двох музичних шкіл, заснованих в садибі. Театр в садибі був вибудований за проєктом, котрий створили в столиці.

## Передача садиби більшовицькій державі
Дворянські садиби почали псувати ще за подій революції 1917 р. Усвідомлення, що поруйнувати можуть і замок у Муромцево, мав і володар В. С. Храповицький. Аби врятувати родинну садибу в лихий період, він добровільно передав власну картинну галерею та колекцію скульптур владі більшовиків в надії, що все минеться і він матиме можливість повернутися додому у Муромцево. Більшовицький переворот родина Храповицьких не прийняла і вони, як більшість (що рятувала власне життя), емігрували за кордон. В. Храповицький помер у 64-річному віці у місті Вісбаден. Дружина (графиня Головіна) померла 1935 року у Франції.
Садибу Муромцево спочатку віддали під місцевий лісотехнікум. Швидко запанували презирство до барського майна і невігластво з непрофесіоналізмом. В садибі була пожежа, частка панського майна була розкрадена або попсована. Садибна церква зачинена і перетворена на склад, кам'яний двір для худоби перебудували на радянський гуртожиток, а потім взагалі покинули без дахів. Скульптури та вази, що не потрапили у музей, посували, розбили або розкрали. Замок-палац тривалий час стояв без дахів, коли для лісотехнікуму вибудували нове приміщення і його відселили з покинутої напризволяще садиби. Остання пожежа в садибі Муромцево була влітку 1994 року.

## В СРСР
За часів СРСР колишню дворянську садибу безжально експлуатували і руйнували всі 75 років, але руйнація продовжилась і після розвалу СРСР. Вже остаточно поруйнований садово-парковий комплекс Муромцево з пошкодженими каскадом і ставками та вирубаним парком лише 2014 року приєднали до Володимиро-Судальського музею-заповідника, але відновлювальні роботи так і не розпочали. Лише над декотрими корпусами замку-споруди поремонтували дахи, хоча начиння та декор кімнат давно попсовані і поруйновані від стелі до підлог.

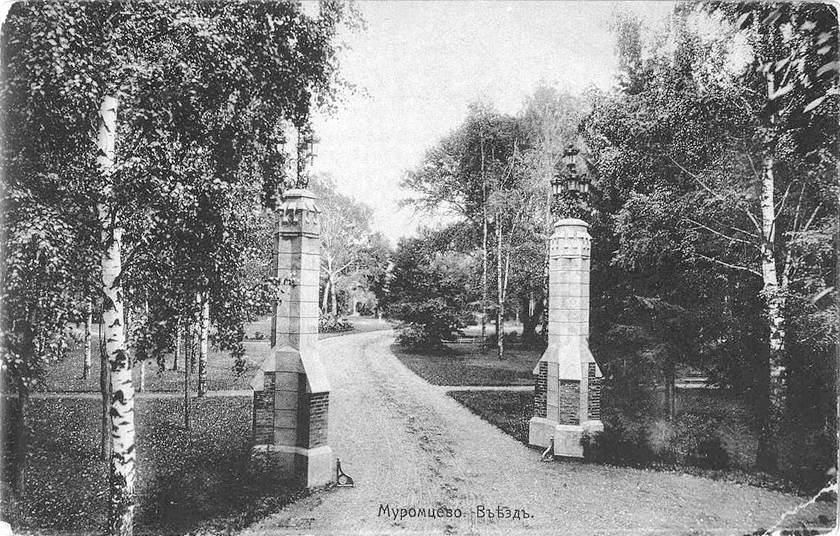
Колишня садиба Муромцево, в'їзна брама, стара поштівка
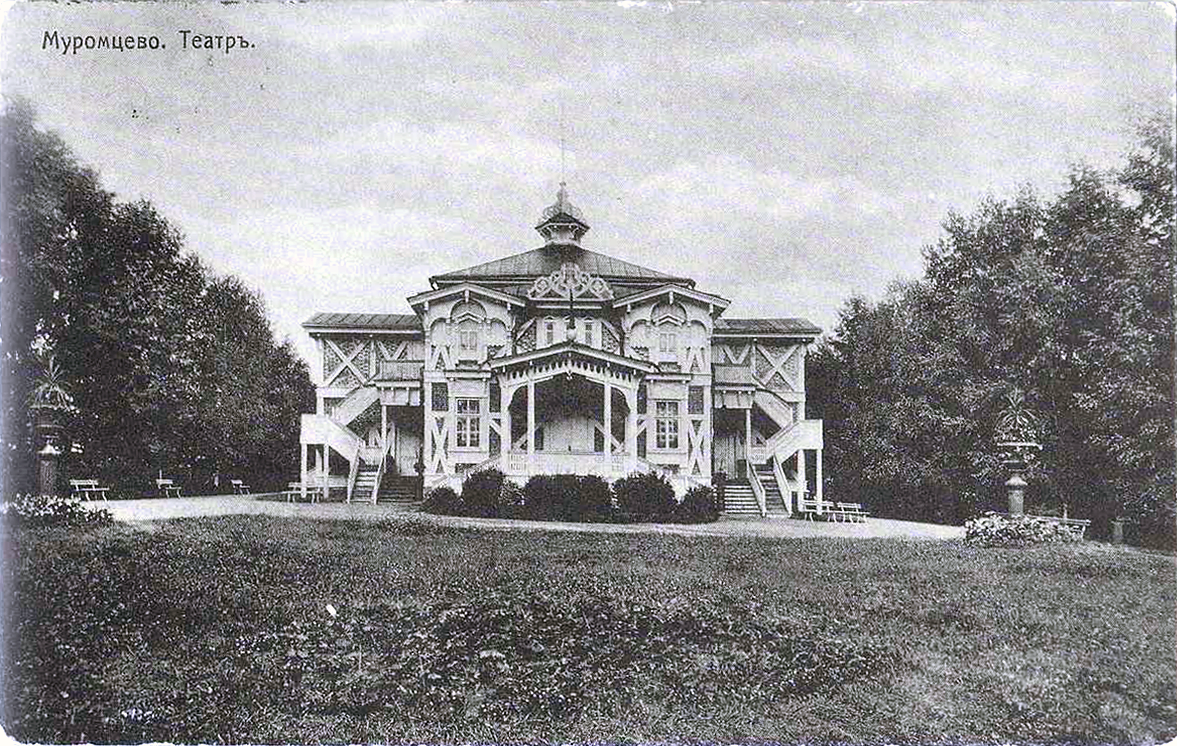
Дерев'яний театр в садибі Муромцево В. Храповицького, головний фасад, поштівка поч. 20 ст. (знищено)
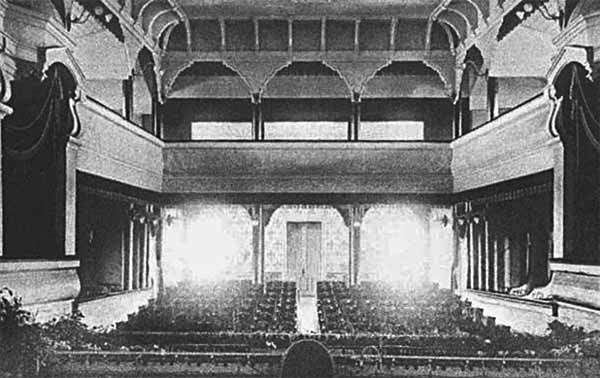
Глядацька зала дерев'яного театру в садибі Муромцево В. Храповицького, кінець 19 ст. , поштівка поч. 20 століття (знищено).
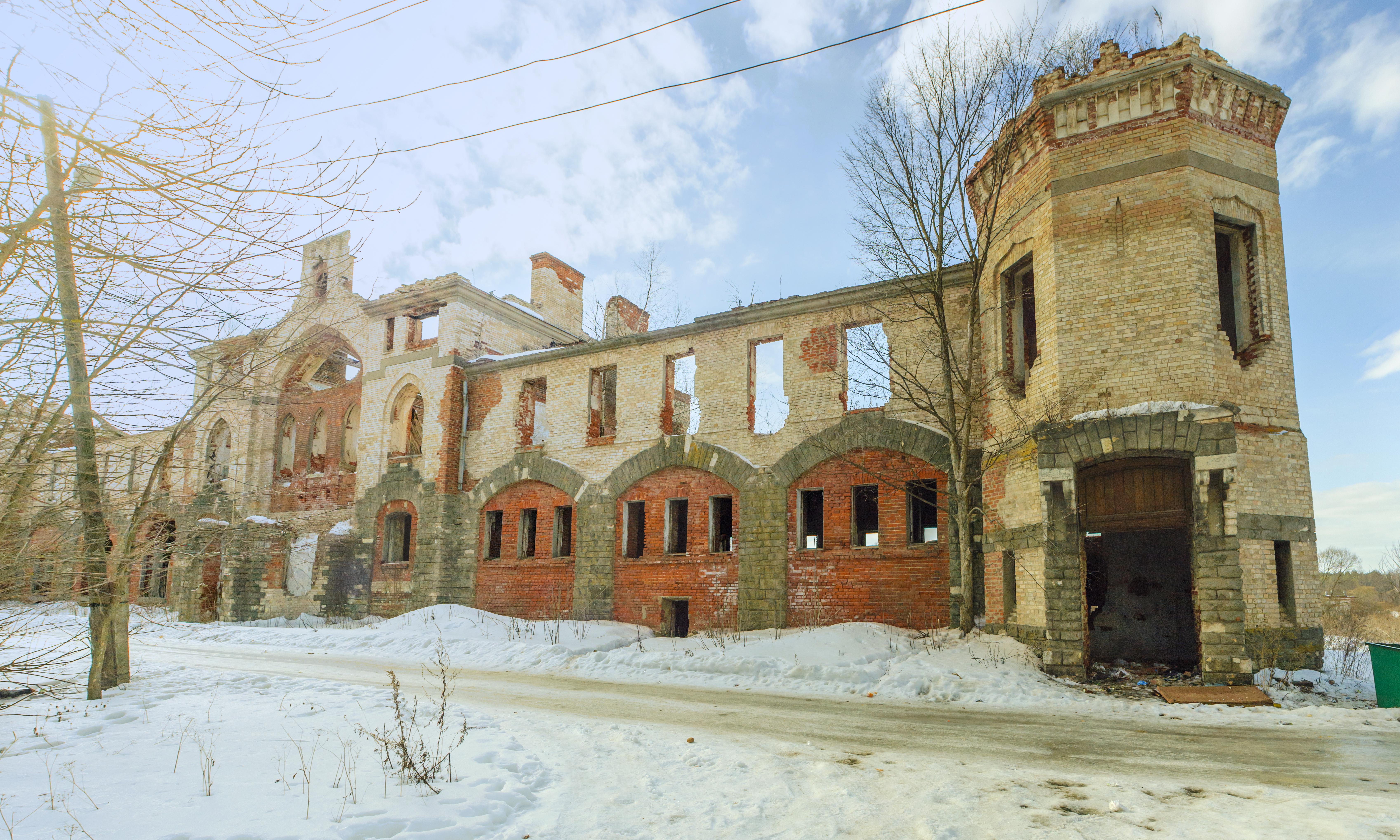
Садиба Храповицького Муромцево. Поруйнований кінний двір, фото 2015 р.
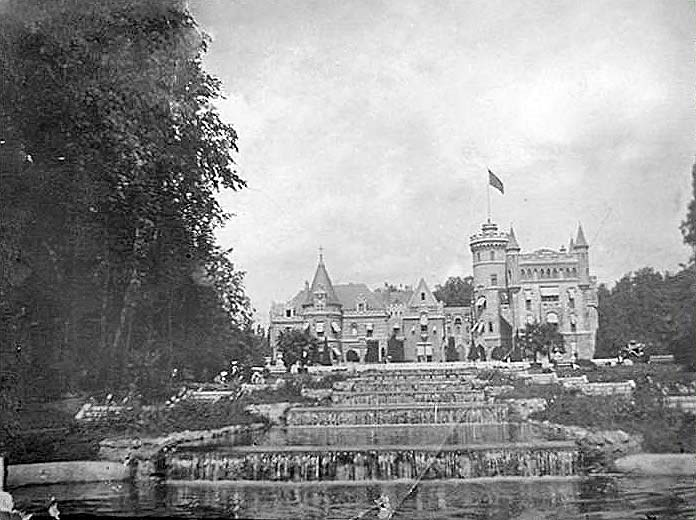
Каскад перед головним фасадом палацу в садибі Муромцево, фото поч. 20 ст. (поруйновано)

## Останні роки в Німеччині
1914 року розпочалася Перша світова війна. Росія та Німеччина опинились по різні боки. Прихильне ставлення до німця Куфальдта змінилось на агресію і його, садівника, звинуватили у шпигунстві. Невдовзі арештували і відправили до в'язниці (в цьому він мимоволі повторив долю ще одного іноземця-архітектора, котрим був Арістотель Фіораванті). Через чотири з половиною місяців ув'язнення йому дозволили покинути кордони Росії.
Старий Куфальдт відбув у Німеччину, де авторитетному фахівцю запропонували посаду інспектора садів та парків Берліна в районі Штегліц. Він працюватиме інспектором до 1923 року, коли піде у відставку за віком.
Куфальдт помер 14 квітня 1938 року в Берліні.

## Садиба Кеніга «Шарівка» біля Харкова, Україна (парк за проєктом Куфальдта)

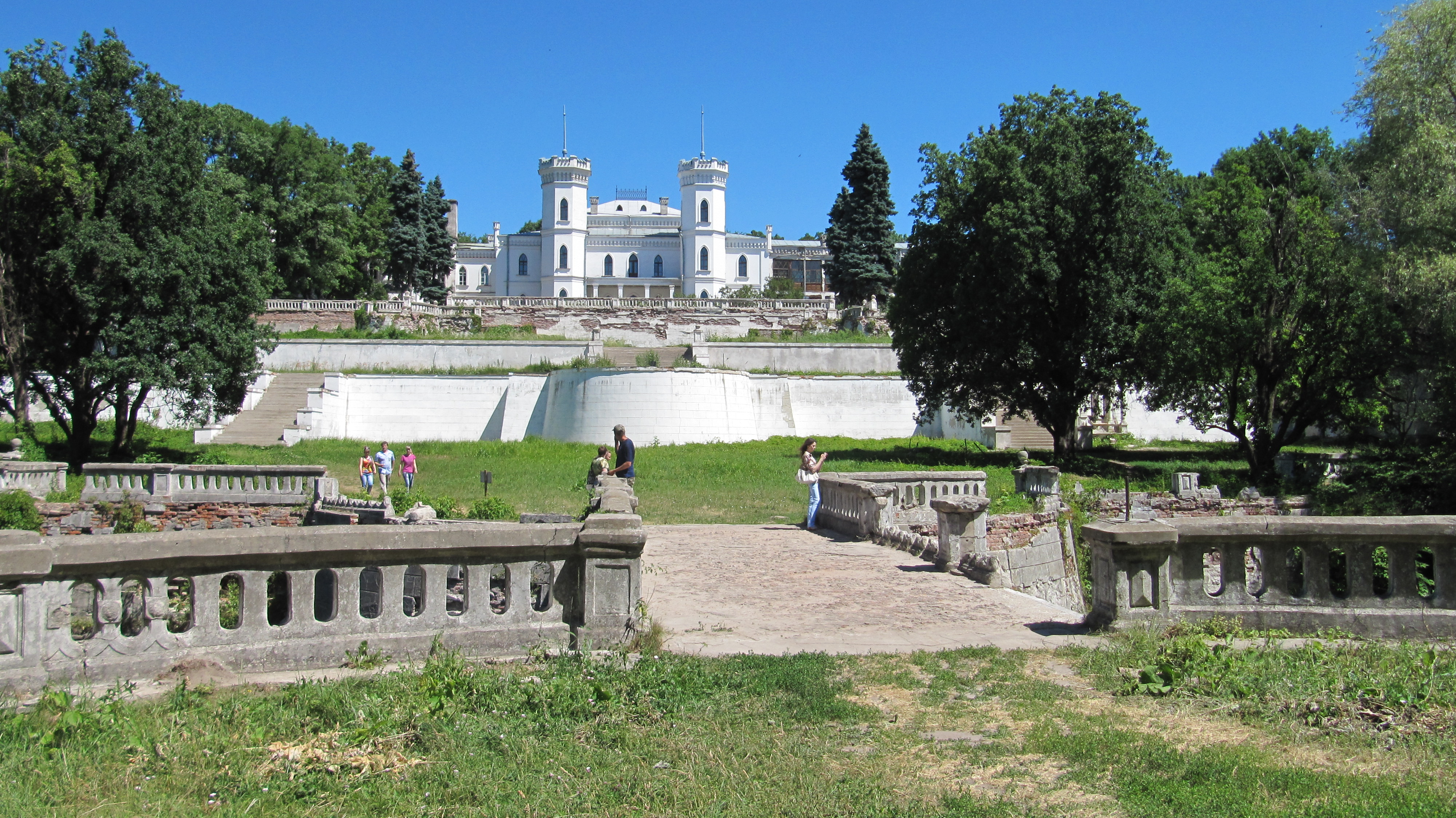
Садиба Шарівка біля Харкова, тераси парку, стан на 2010 р.

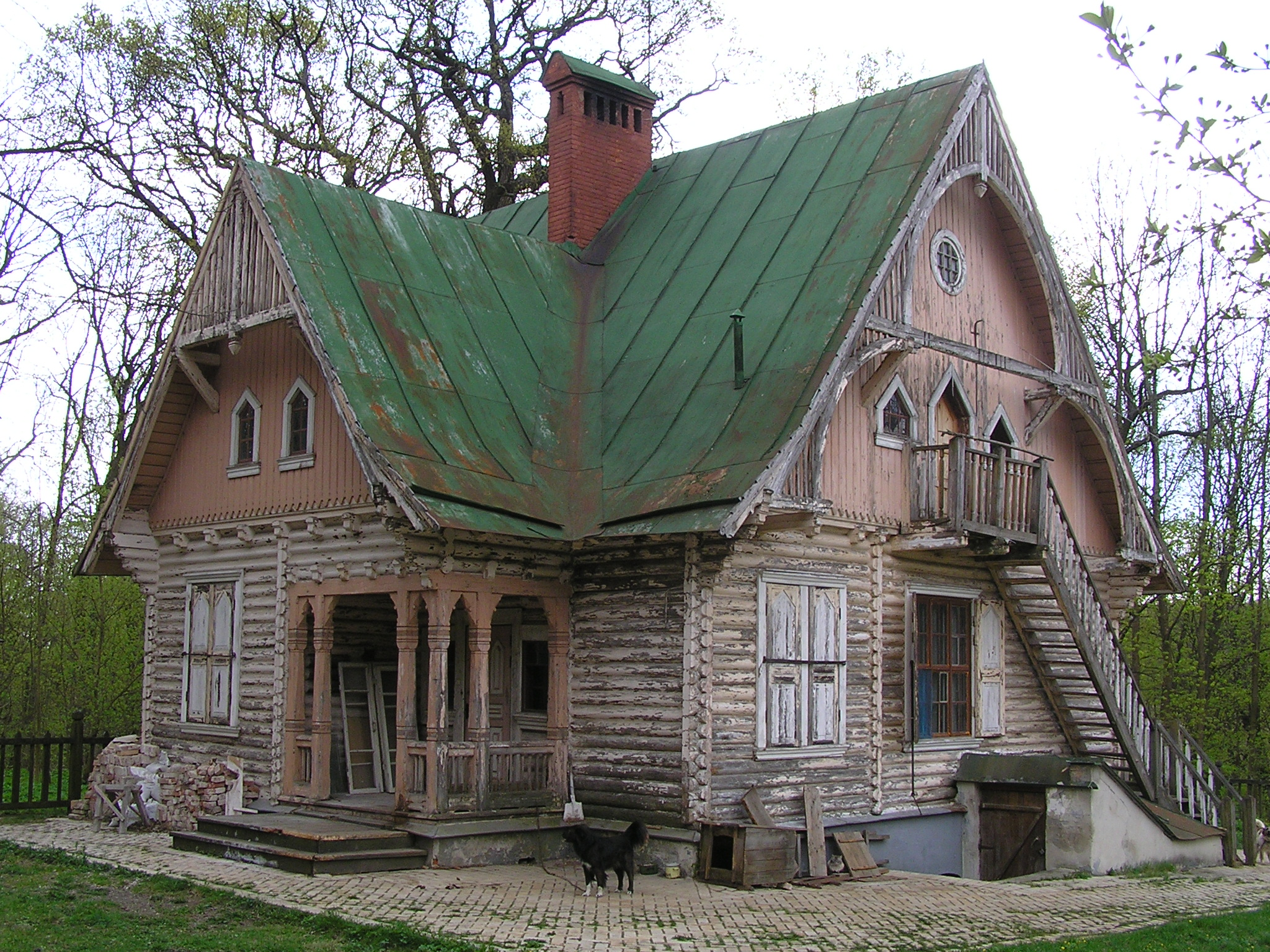
Садиба Шарівка біля Харкова. Дерев'яний будинок лісничого, 1910 р., фото 2007 р.

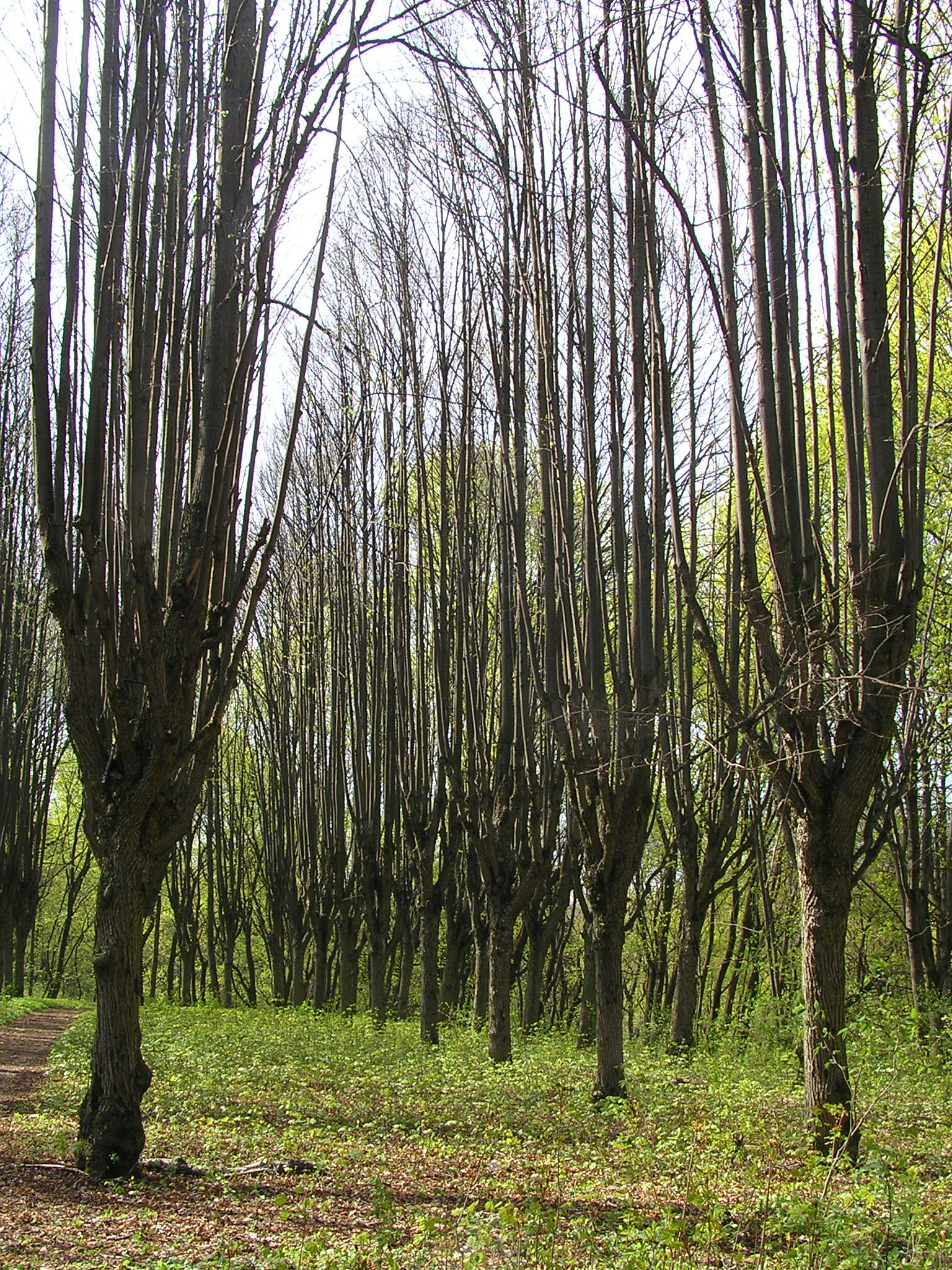
Липи Шарівського парку, фото 2007 р.
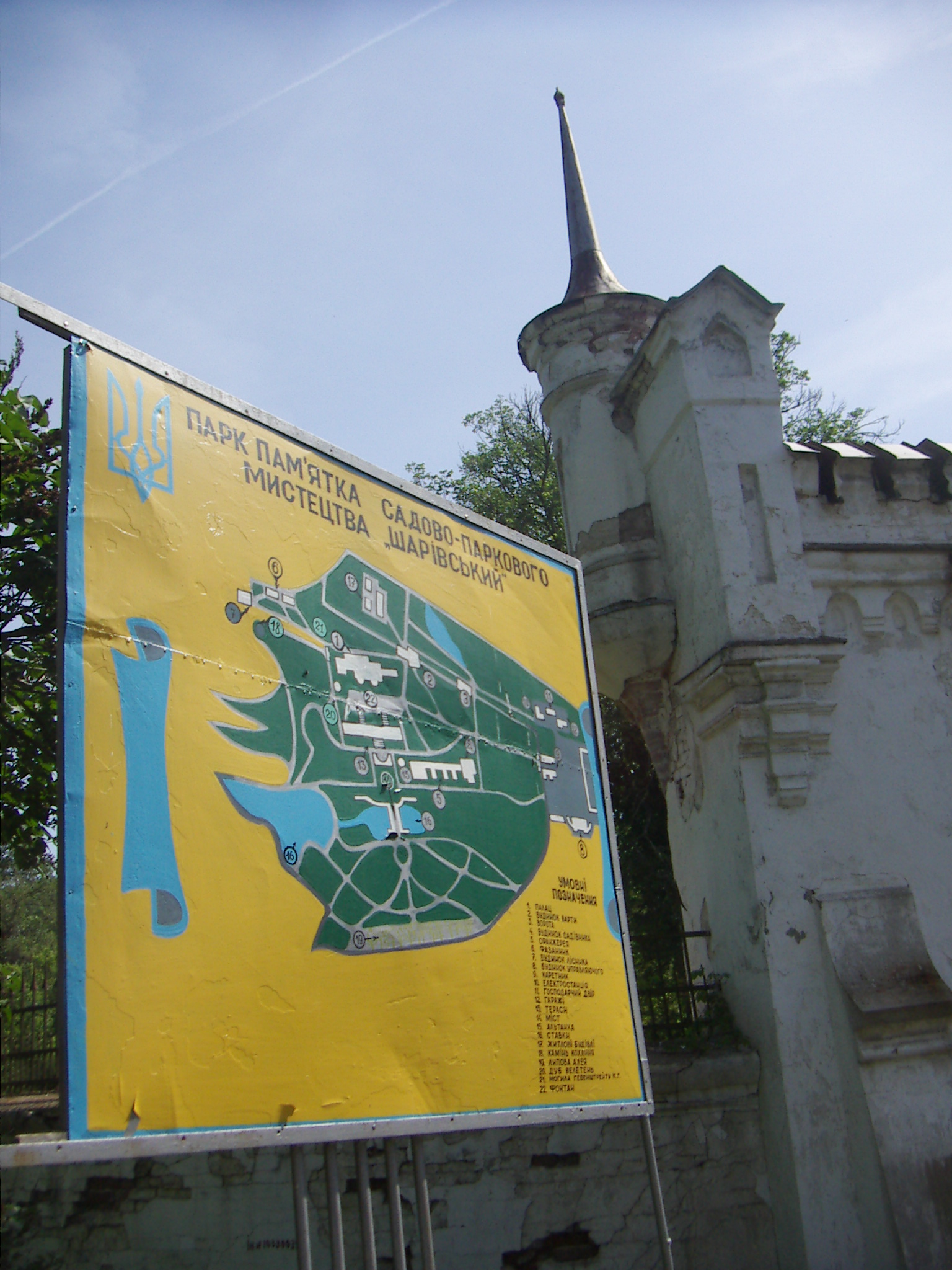
Парк Шарівський, туристична схема, фото 2012 р.
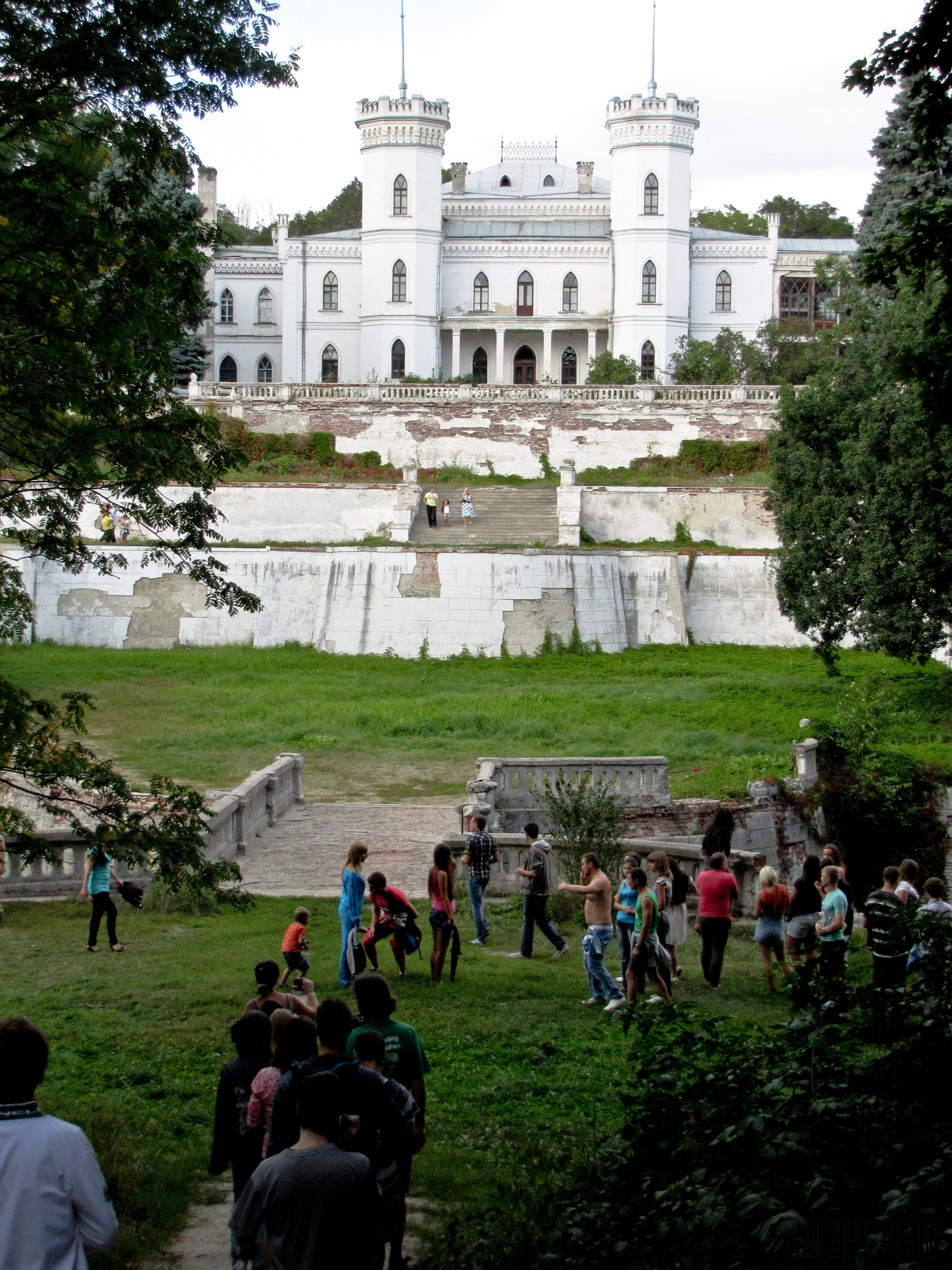
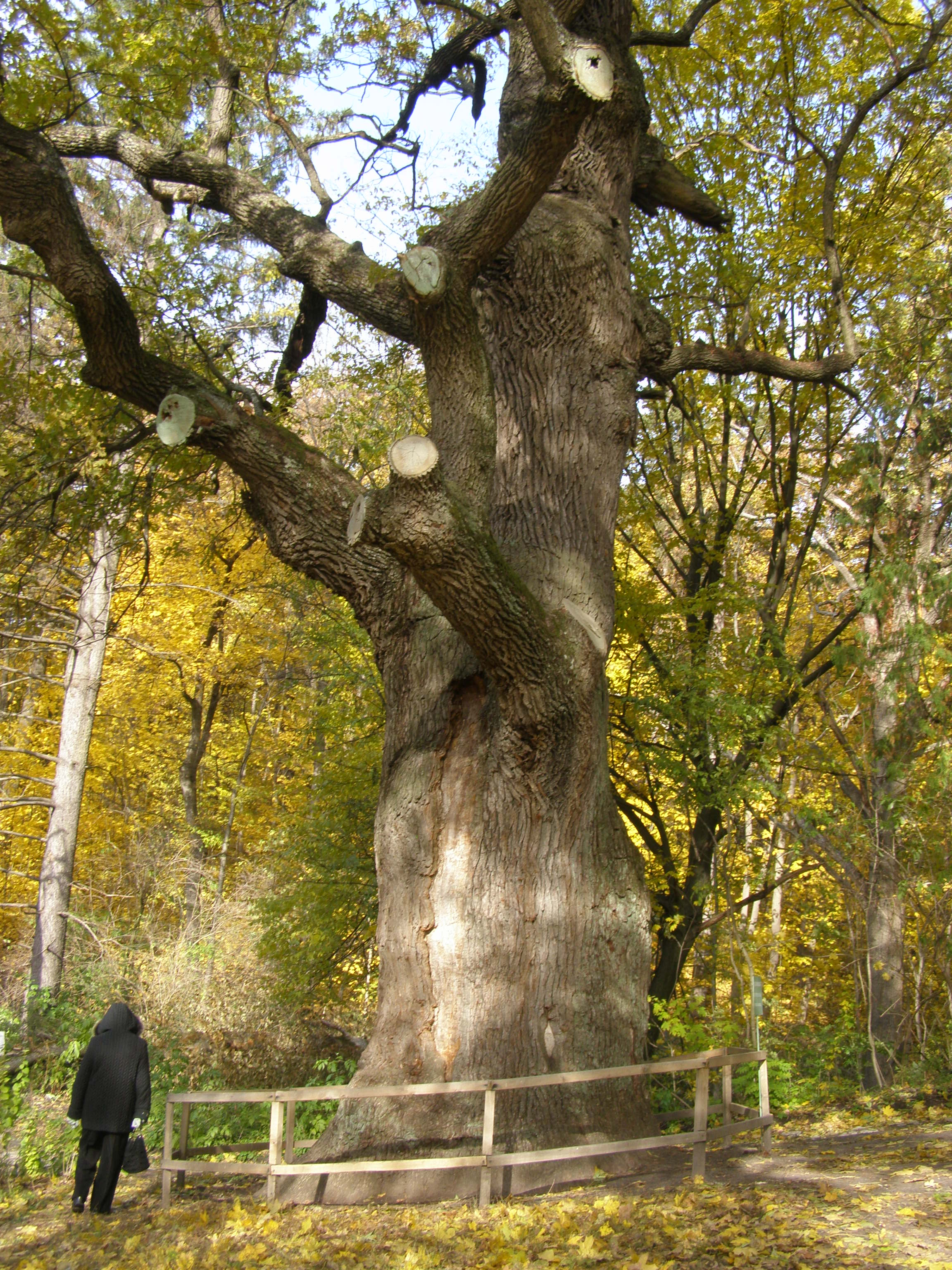
Дуб велетень Шарівського парку, фото 2012 р.